# Unser Song 2017

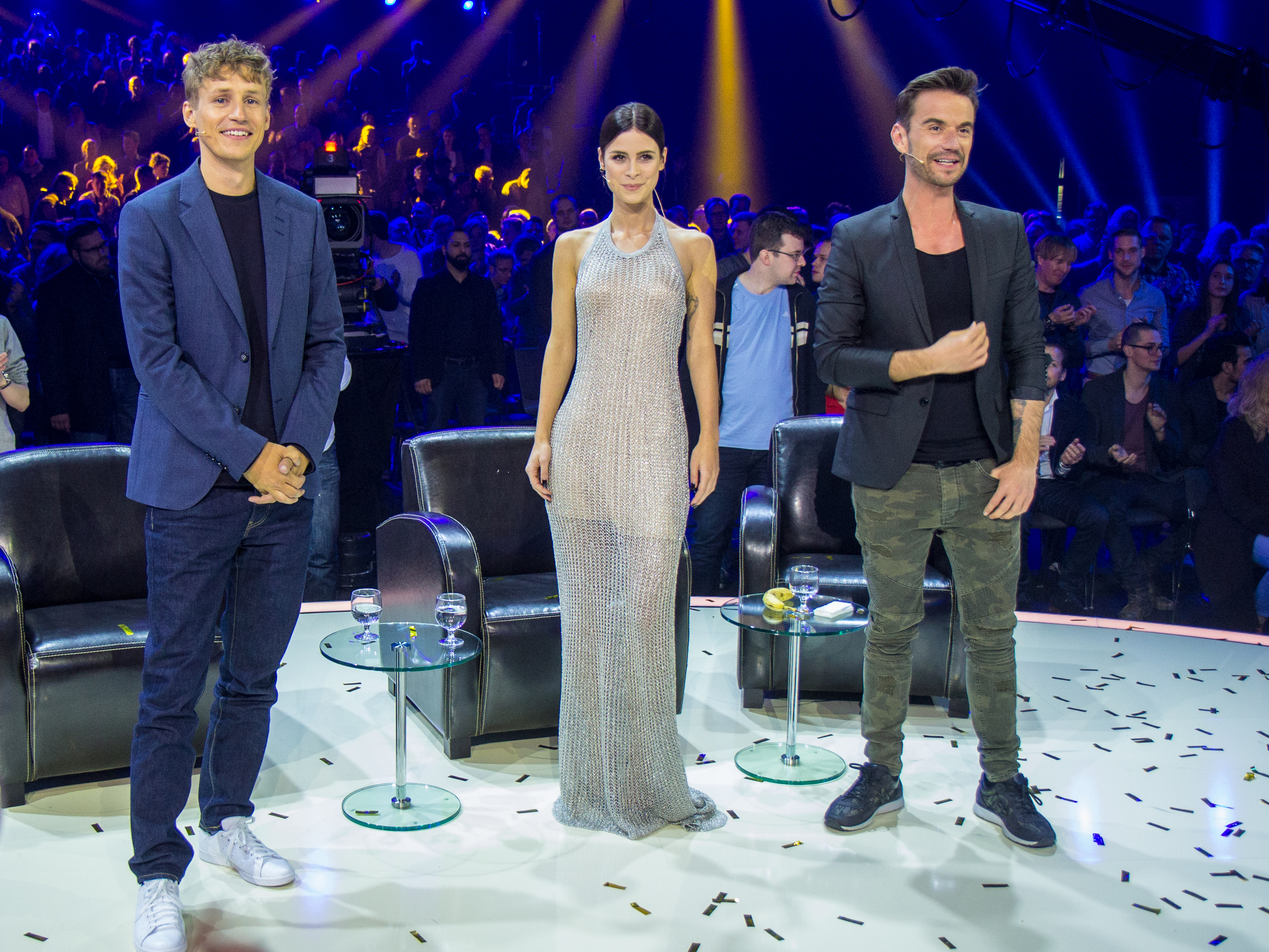
Jury: Tim Bendzko, Lena Meyer-Landrut und Florian Silbereisen

Unter dem Titel Eurovision Song Contest – Unser Song 2017 fand am 9. Februar 2017 die deutsche Vorentscheidung für den Eurovision Song Contest 2017 statt. Die Sendung wurde von Jörg Grabosch für Brainpool produziert und wie in den Vorjahren von Barbara Schöneberger moderiert. Regie führte Ladislaus Kiraly, das Drehbuch stammte von Christof Mannschreck.
Levina gewann mit dem Song Perfect Life und vertrat damit Deutschland beim ESC am 13. Mai in Kiew.

## Konzept
Nachdem die deutschen Beiträge zum Eurovision Song Contest 2015 und 2016 den letzten Platz belegten, stellte der NDR am 14. September 2016 ein neues Konzept für die Auswahl des Interpreten und eines geeigneten Liedes vor. Bis zum 18. November 2016 hatten Interpreten die Möglichkeit, einen Coversong auf YouTube hochzuladen. Es durften sich ausschließlich Einzelinterpreten bewerben; Bands wurden nicht zugelassen. Die Einsendungen werden von Vertretern des NDR und weiterer ARD-Sendern, der Produktionsfirma Raab TV sowie musikalischen Experten, darunter Wolfgang Dalheimer von den heavytones, bewertet. Die Bewerber werden zu einer sogenannten Convention eingeladen, auf der schließlich fünf Kandidaten für die deutsche Vorentscheidung ausgewählt wurden.
Diese fünf Kandidaten stellten sich am 9. Februar 2017 in einer Live-Sendung dem Publikum und präsentierten Lieder von nationalen und internationalen Komponisten und Produzenten. Ihr Auftritt wurde von den heavytones begleitet. Eine dreiköpfige Jury, bestehend aus Lena Meyer-Landrut, Tim Bendzko und Florian Silbereisen bewertete die Auftritte der Künstler. Außerdem fand eine Beurteilung der Auftritte mittels „europäischem Stimmungsbarometer“ statt. Hierbei konnten Fernsehzuschauer aus ganz Europa die Lieder auf internationale Tauglichkeit bewerten. In vier Abstimmungsrunden wählte ausschließlich das Publikum den Gewinner der deutschen Vorentscheidung.

## Teilnehmer

### Convention
Am 2. und 3. Dezember 2016 fand in Köln eine zweite Castingrunde mit 33 Kandidaten statt, die sich im ersten Bewerbungsprozess durchgesetzt hatten. Die Kandidaten präsentierten einer Jury ihre Lieder, anhand derer die Kandidaten bewertet wurden. Folgende Kandidaten haben an der Convention teilgenommen:
- Alessandro Capasso
- Alex Scuderi
- Anja Mann
- Axel Maximilian Feige
- Beccy
- COOPA
- Elvira Michieva
- Felicia Lu Kürbiß
- Florian Brückl
- Helene Nissen
- Jo Marie Dominiak
- Kai Schernbeck
- Leonie Krakowski
- Levina
- Lisa Toh
- Luisa Skrabic
- Makeda (Sängerin)
- Marvin Schloßhauer
- Mary-Anne Bröllochs
- Max-Antoine Meisters
- Meg Pfeiffer
- Nathan Trent 1
- Nico Hurrle
- Nila
- Patrice Gerlach
- Paul Köninger
- Philipp Ostendorf
- Susanna Okonowski
- Sihna Maagé
- Sina Rösener
- Sven Lüchtenborg
- Taylor Luc Jacobs
- Wilhelm „Sadi“ Richter
- Yosefin Buohler

## Finale

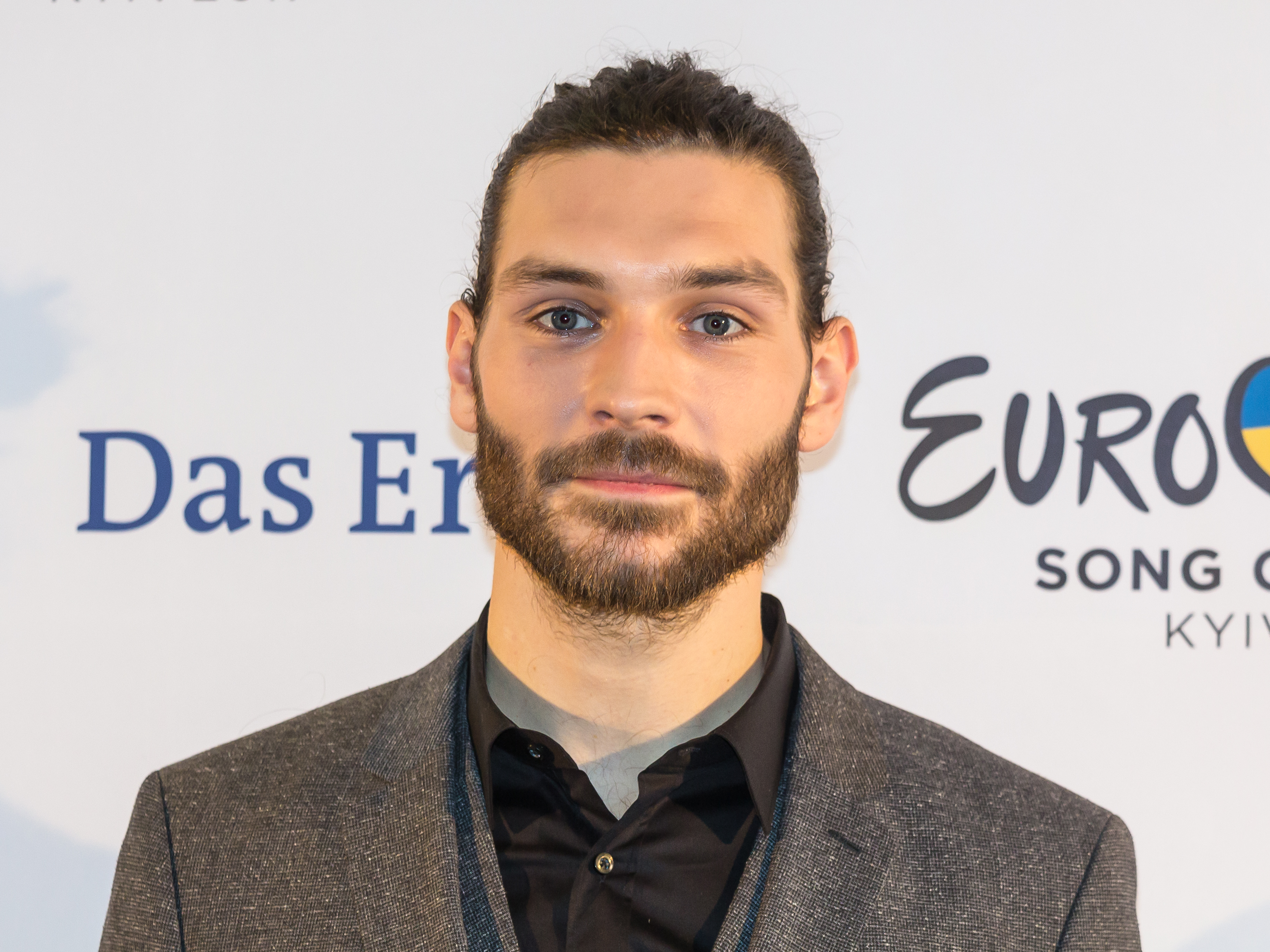
Axel Maximilian Feige
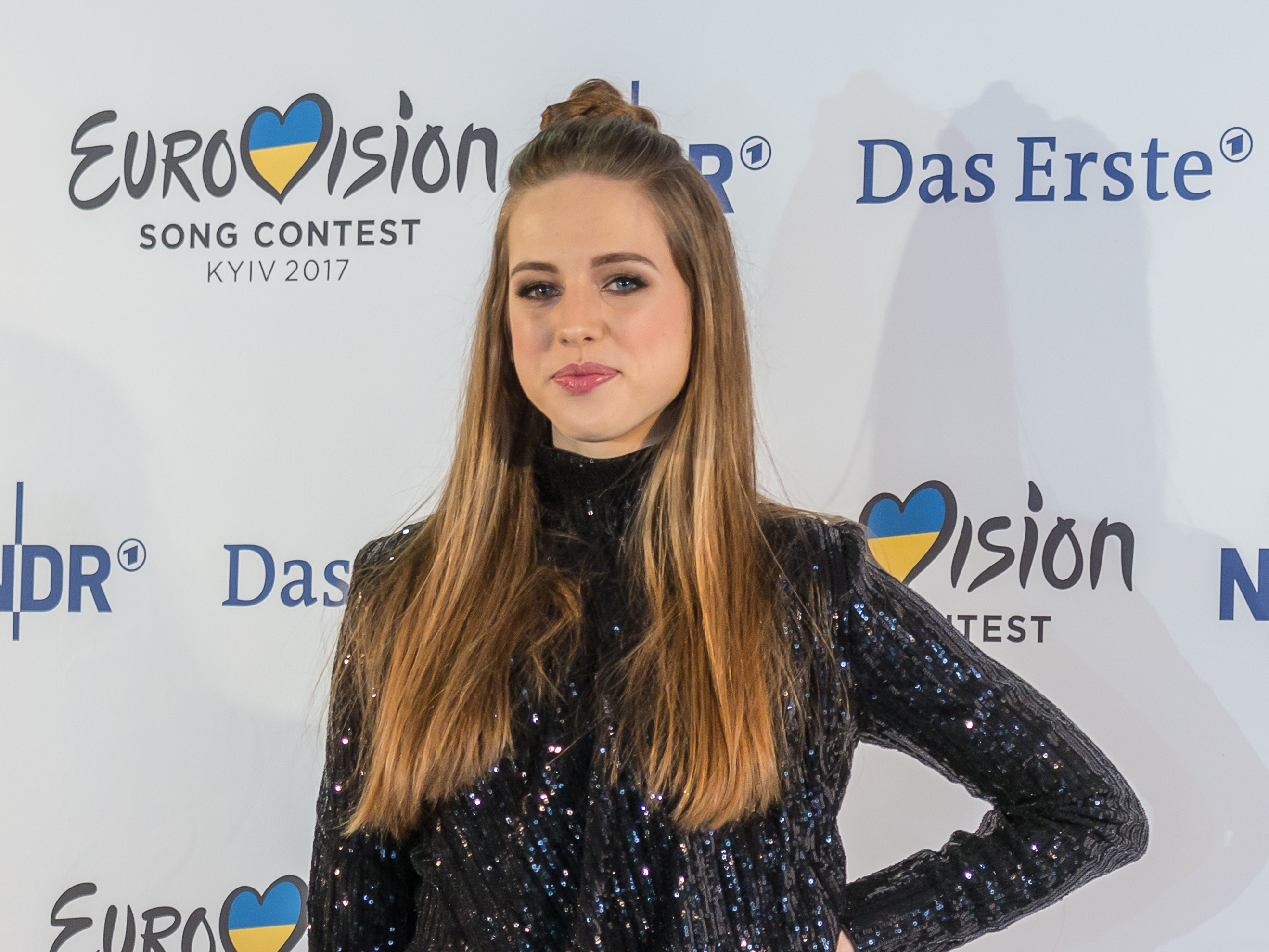
Felicia Lu Kürbiß
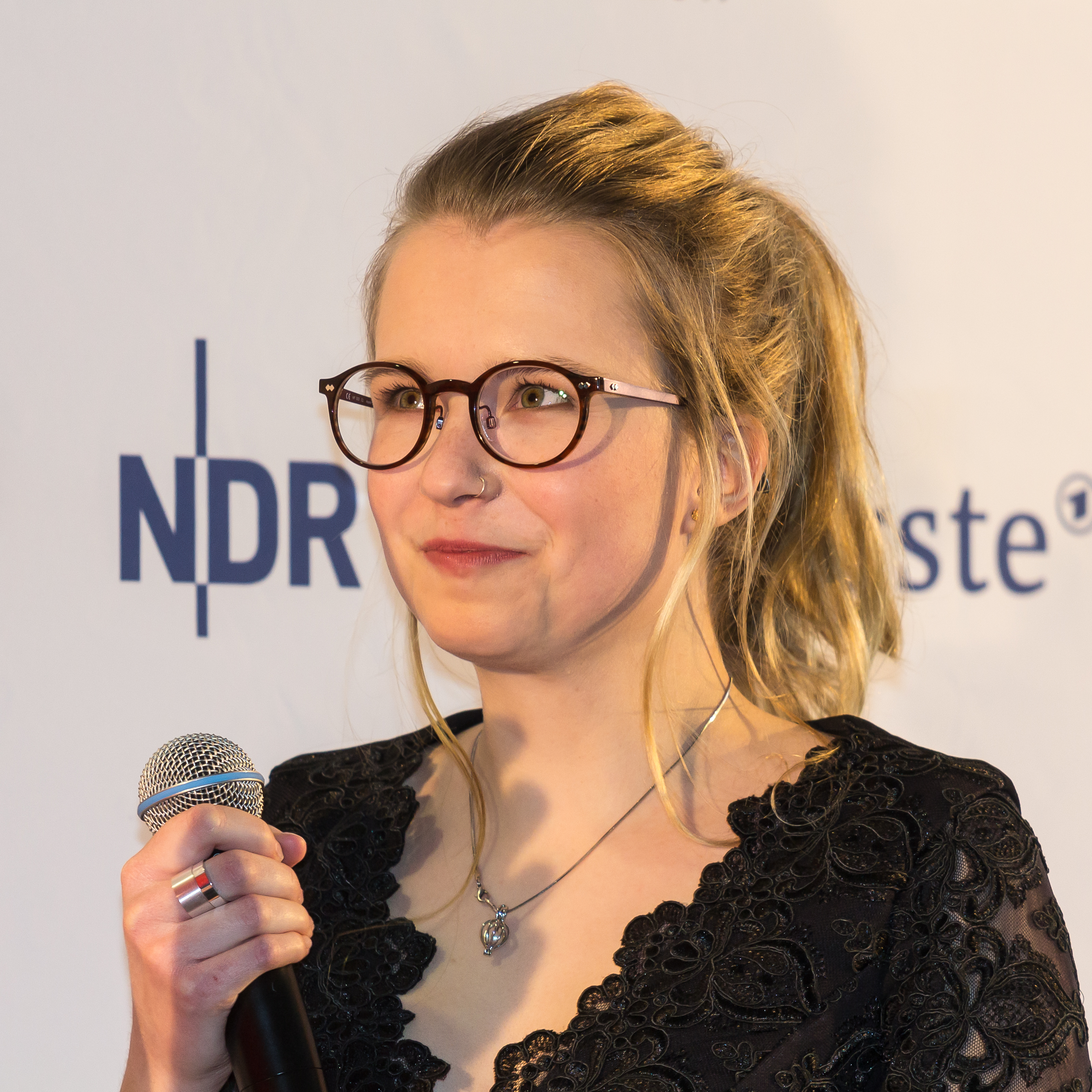
Helene Nissen
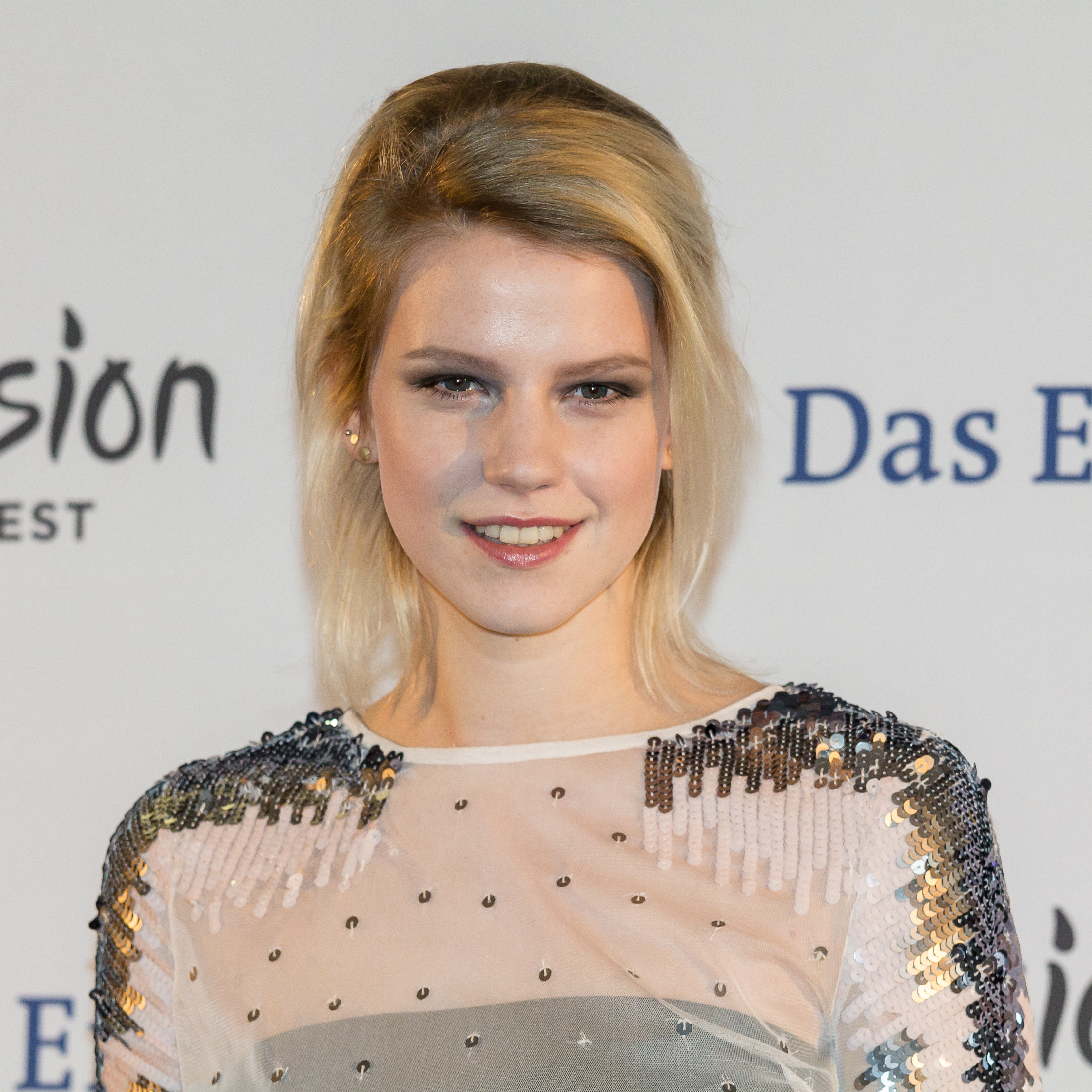
Isabella „Levina“ Lueen
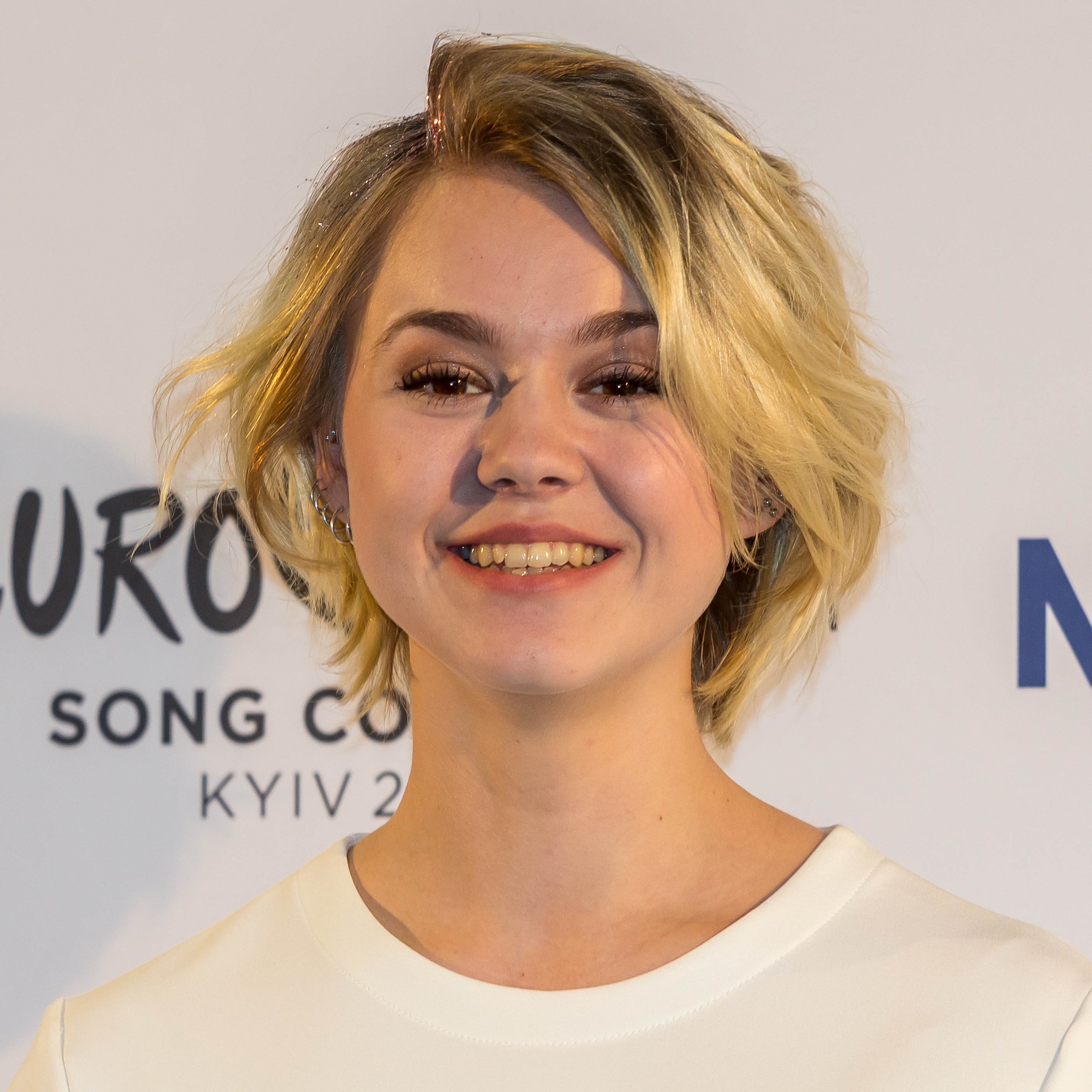
Yosefin Buohler

Am 5. Januar 2017 präsentierte der NDR die fünf Kandidaten für die deutsche Vorentscheidung am 9. Februar 2017. In einem Interview verkündete der ARD-Unterhaltungskoordinator Thomas Schreiber, man habe entsprechende Lieder gefunden, die den Kandidaten nun vorgestellt werden sollen. Ab 1. Februar 2017 präsentierte der NDR das Konzept für die Sendung.
Zum ersten Mal wurde das internationale Publikum in eine nationale Vorentscheidung integriert. Über die offizielle Eurovision-App konnten sich ausländische Zuschauer die Proben und die Show anschauen. Die Livesendung wurde zudem in englischer Sprache ausgestrahlt. Unter der Kategorie Eurovision Vibes der Eurovision-App konnten die Zuschauer sich in jeder Runde kostenlos für einen der Kandidaten entscheiden, wobei die Wertungen nicht in das endgültige Ergebnis einflossen. Zwischendurch verkündete die Moderatorin das Ergebnis dieser Eurovision Vibes. Das Abstimmungsfenster für ausländische Zuschauer öffnete am Abend des 8. Februar 2017 und schloss mit dem Ende der Livesendung.
Ausschließlich das deutsche Publikum entschied per Televoting, SMS und die Eurovision-App über den Gewinner der deutschen Vorentscheidung. Die Ergebnisse des Eurovision Vibes, die den europäischen Geschmack repräsentieren sollen, dienten als Orientierung.

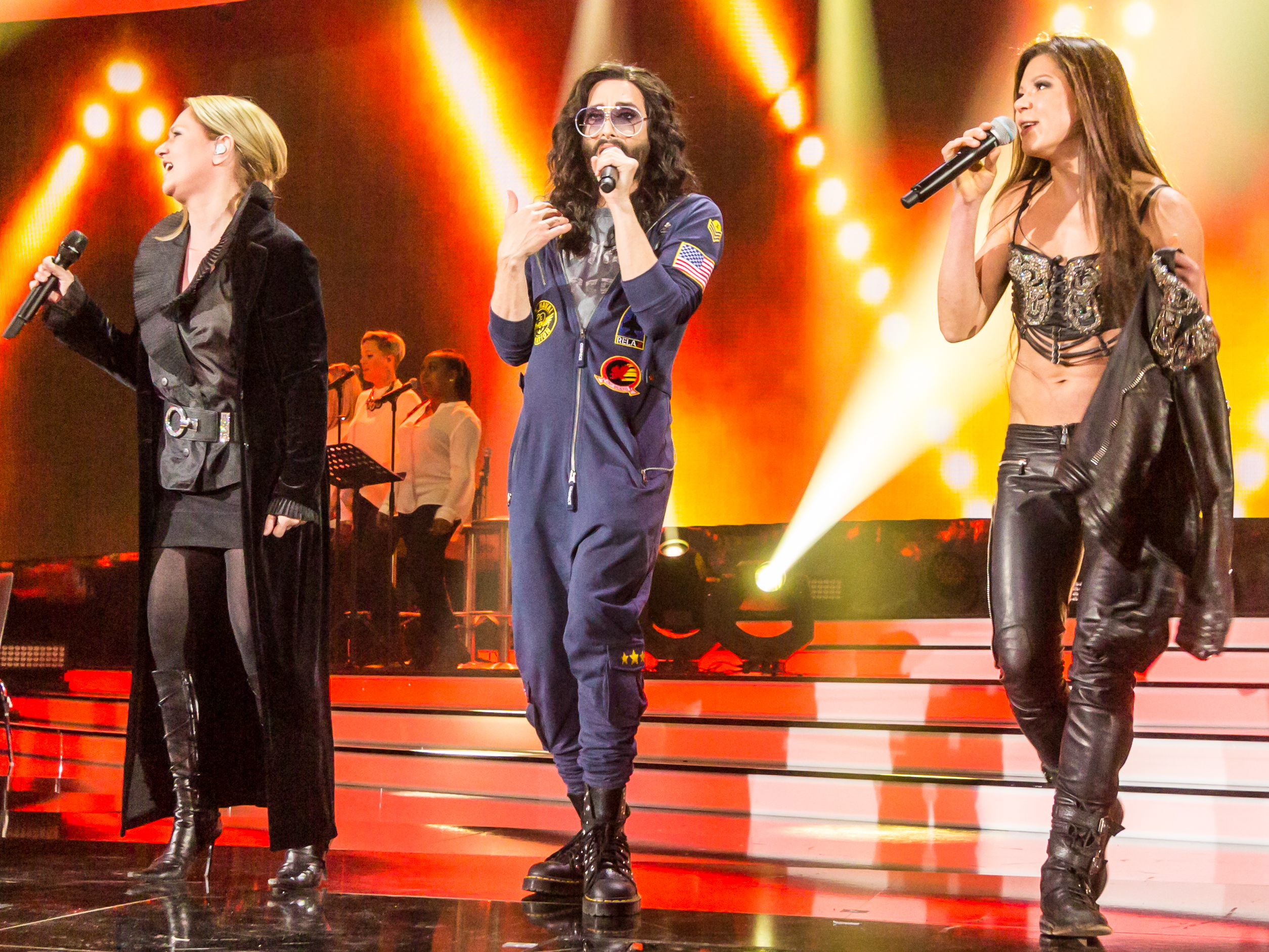
Nicole, Conchita und Ruslana präsentieren ein Medley

In den Abstimmungsphasen traten verschiedene Künstler auf. Die ehemaligen ESC-Gewinner Ruslana, Nicole und Conchita präsentierten ein Medley vergangener ESC-Gewinnerlieder. Sie sangen entsprechend ihrer Auftrittsreihenfolge Euphoria (Loreen), Merci, Chérie (Udo Jürgens) und Satellite (Lena). Matthias Schweighöfer präsentierte das Lied Supermann und seine Frau aus seinem ersten Album. Das Jurymitglied Tim Bendzko sang das Lied Leichtsinn.

### Lieder
Die Kandidaten sangen ab der zweiten Runde die extra für den ESC komponierten englischsprachigen Songs Wildfire und Perfect Life.
| Lied         | Komponisten                              |
| ------------ | ---------------------------------------- |
| Wildfire     | Tofer Brown, Marit Larsen, Greg Holden   |
| Perfect Life | Lindsey Ray, Lindy Robbins, Dave Bassett |

### Runde 1
In der ersten Runde präsentierten die Kandidaten einen Coversong ihrer Wahl. Drei Kandidaten qualifizierten sich für die zweite Runde. In der ersten Runde wurden 204.249 Stimmen abgegeben.
| Platz | Startnr. | Interpret             | Coversong (Originalinterpret)     | Zuschauer                  | Zuschauer | Bild |
| Platz | Startnr. | Interpret             | Coversong (Originalinterpret)     | Stimmen (Televoting & SMS) | Prozent   | Bild |
| ----- | -------- | --------------------- | --------------------------------- | -------------------------- | --------- | ---- |
| 1.    | 5        | Levina                | When We Were Young (Adele)        | 89.156                     | 43,65 %   |      |
| 2.    | 1        | Helene Nissen         | Folsom Prison Blues (Johnny Cash) | 49.964                     | 24,46 %   |      |
| 3.    | 4        | Axel Maximilian Feige | You Know My Name (Chris Cornell)  | 39.242                     | 19,21 %   |      |
| 4.    | 3        | Felicia Lu Kürbiß     | Dancing on My Own (Robyn)         | 13.139                     | 06,43 %   |      |
| 5.    | 2        | Yosefin Buohler 2     | Love on Top (Beyoncé)             | 12.748                     | 06,24 %   |      |

### Runde 2
Die drei verbliebenen Kandidaten stellten das erste der beiden Lieder, Wildfire mit ihrem Arrangement vor. Zwei Kandidaten haben sich für die dritte Runde qualifiziert. Insgesamt gingen in der zweiten Runde 168.909 Stimmen ein.
| Platz | Startnr. | Lied     | Interpret             | Zuschauer                  | Zuschauer |
| Platz | Startnr. | Lied     | Interpret             | Stimmen (Televoting & SMS) | Prozent   |
| ----- | -------- | -------- | --------------------- | -------------------------- | --------- |
| 1.    | 3        | Wildfire | Levina                | 79.811                     | 47,25 %   |
| 2.    | 2        | Wildfire | Axel Maximilian Feige | 47.639                     | 28,20 %   |
| 3.    | 1        | Wildfire | Helene Nissen         | 41.459                     | 24,55 %   |

### Runde 3
In der dritten Runde präsentierten die verbliebenen beiden Kandidaten das zweite Lied, Perfect Life, in ihrem Arrangement. Die beiden Lieder, die in der Abstimmung die meisten Stimmen erhielten, zogen in die vierte Runde. Die Zuschauer gaben 278.697 Stimmen in der dritten Runde ab.
| Platz | Startnr.    | Interpret             | Lied         | Zuschauer                  | Zuschauer |
| Platz | Startnr.    | Interpret             | Lied         | Stimmen (Televoting & SMS) | Prozent   |
| ----- | ----------- | --------------------- | ------------ | -------------------------- | --------- |
| 1.    | 2 (Runde 2) | Levina                | Wildfire     | 124.326                    | 44,60 %   |
| 2.    | 2 (Runde 3) | Levina                | Perfect Life | 60.474                     | 21,70 %   |
| 3.    | 1 (Runde 3) | Axel Maximilian Feige | Perfect Life | 57.631                     | 20,68 %   |
| 4.    | 1 (Runde 2) | Axel Maximilian Feige | Wildfire     | 36.266                     | 13,01 %   |

### Runde 4

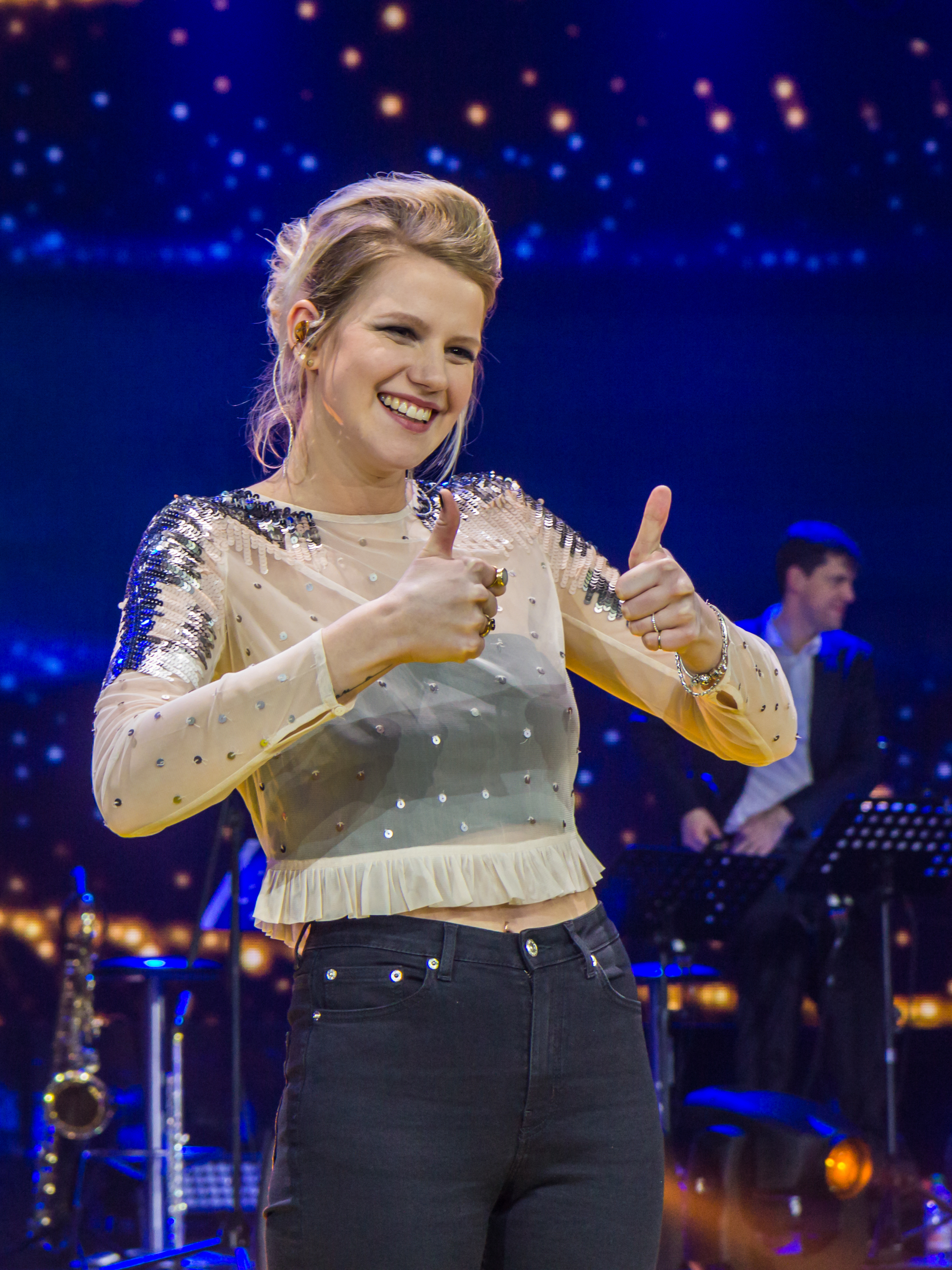
Die Gewinnerin der deutschen Vorentscheidung: Levina

Im Finale standen die beiden Auftritte mit den meisten Stimmen: entweder ein Künstler mit beiden ESC-Songs, beide Künstler mit unterschiedlichen Songs oder beide Künstler mit demselben Song. Die Zuschauer bestimmten in einer finalen Abstimmung den Gewinner der deutschen Vorentscheidung. In der finalen Runde wurden 145.692 Stimmen gezählt.
| Platz | Startnr. | Interpret | Lied         | Zuschauer                  | Zuschauer |
| Platz | Startnr. | Interpret | Lied         | Stimmen (Televoting & SMS) | Prozent   |
| ----- | -------- | --------- | ------------ | -------------------------- | --------- |
| 1.    | 2        | Levina    | Perfect Life | 100.407                    | 69 %      |
| 2.    | 1        | Levina    | Wildfire     | 45.285                     | 31 %      |

## Quoten
Unser Song 2017 war die schwächste deutsche Vorentscheidung seit Unser Star für Baku im Jahre 2012. Rund 3,14 Millionen Zuschauer haben die Live-Sendung verfolgt, in der Spitze schauten 4,01 Millionen Zuschauer zu. Somit verlor die deutsche Vorentscheidung rund 1,3 Millionen Zuschauer zum Vorjahr.
| Sendung         | Zuschauer | Zuschauer       | Marktanteil | Marktanteil     |
| Sendung         | Gesamt    | 14 bis 49 Jahre | Gesamt      | 14 bis 49 Jahre |
| --------------- | --------- | --------------- | ----------- | --------------- |
| Unser Song 2017 | 3,14 Mio. | 1,08 Mio.       | 10,8 %      | 10,3 %          |